# Château de Bostfranchet

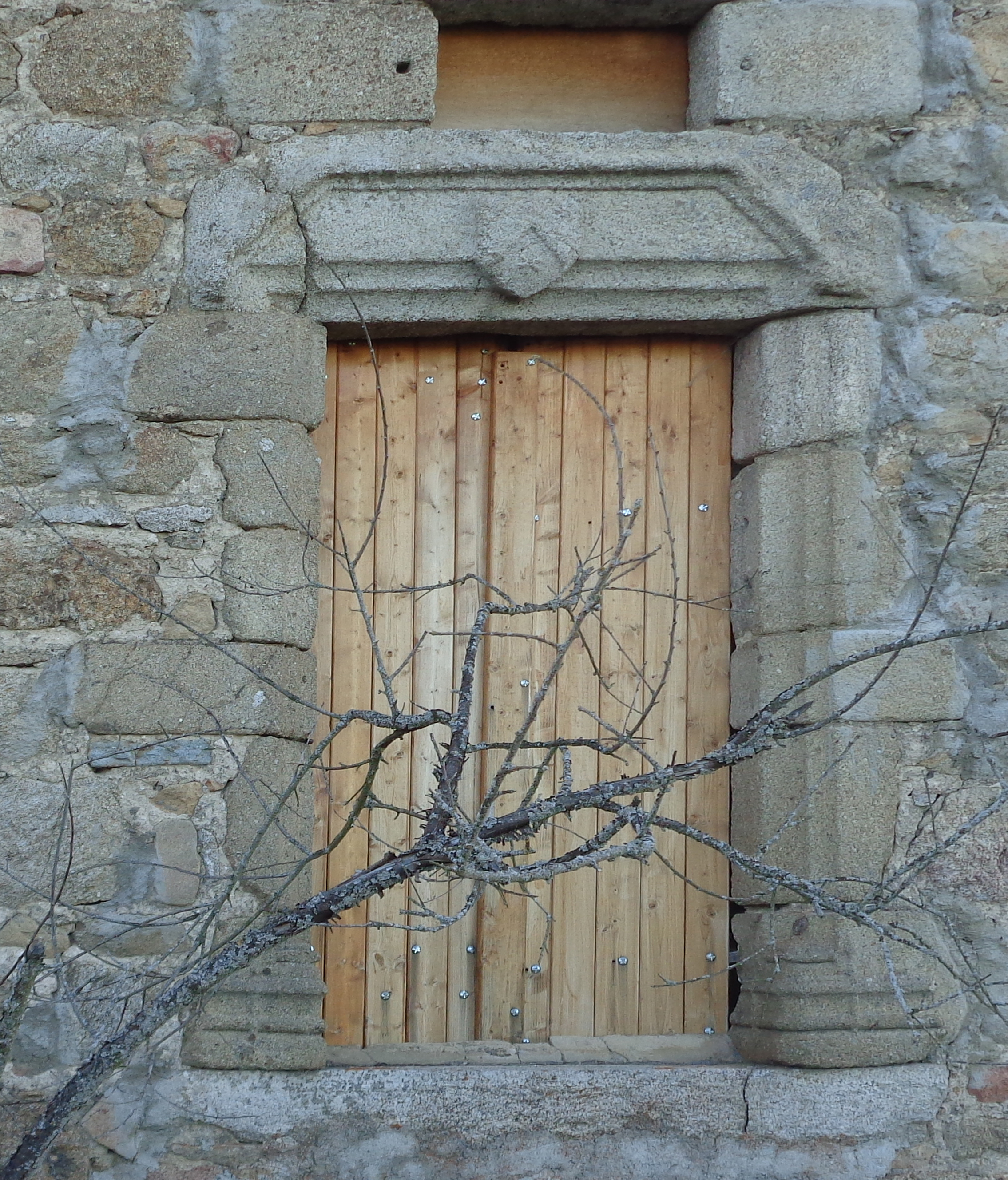
Porte de la tour.

Le château de Bostfranchet (le « s » et le « t » ne se prononcent pas) ou château de Beaufranchet est un château situé en Auvergne-Rhône-Alpes, dans le département du Puy-de-Dôme, sur la commune de Saillant, entre Églisolles et Saillant.

## Toponymie
De « bost » : le bois et de « francha », exempt de certaines charges.

## Histoire
Occupé dès le XIIe siècle par la famille Pelet, originaire du Narbonnais, Bostfranchet est le berceau de la famille de Beaufranchet ou Pelet de Beaufranchet. Une gentilhommière y a été fortifiée sous le règne de Charles Ier, duc de Bourbon et d'Auvergne : murailles, tours créneaux et fossés. Le bâtiment avait deux étages, deux tours et deux échauguettes qui couronnaient le mur Est*. Au rez-de-chaussée se trouvait à l'Ouest une pièce voutée servant de cave et à l'Est une pièce plus grande servant de cuisine avec une cheminée. Au premier étage se trouvaient probablement deux pièces nobles ornées chacune d'une cheminée. Celle de la grande salle qui avait un blason a été utilisée en réemploi dans une ferme route du Montel avant d'être volée. L'encadrement de la porte de la tour escalier est visible au village de Saillant. 

En 1636, Antoine de Beaufranchet s'unit à Bonne Rochette et s'installe au fief d'Ayat que lui apporte sa femme. Leur arrière-petite-fille Amable de Beaufranchet donnera naissance au général Desaix.
Il vend le château par acte du 9 octobre 1641, moyennant la modique somme de 12000 livres, à Jean CALEMARD, Procureur d'office à Viverols. Avant 1687, Balthazard de la Roue devient propriétaire à son tour. La famille le gardera jusqu'à la Révolution. D'abord confisqué, il sera rendu puis vendu avec tous les bien de la famille en 1803 à un consortium composé de Jacques-Marie Lavigne, Pierre Pourrat-Mathias et de Jacques Pirel. 
En 1805 M. de Gares vend le château à Pierre Pourrat-Mathias, avocat, maire d'Ambert et député.  
En 1821, il cède une partie des terres à Jean Missonnier, et vend le reste, y compris le donjon et les bâtiments annexes à Jean Ferragne et à son gendre Benoît SABY. En 1826, Missonnier devient propriétaire de la presque totalité. Le château est visité par un membre de la famille de Beaufranchet en 1850. Le donjon est habité et intact. Missonier vend le château pour la pierre. La destruction du premier étage est achevée entre 1883 et 1894. En 1895 les descendants de la famille de Beaufranchet rachètent la ferme et les ruines qu'ils garderont jusqu'en 2020.

## État actuel
Il reste actuellement une tour ruinée de ce château. Une ferme occupe l'espace principal. Elle a été construite 1m en arrière de l'ancienne. On peut voir gravé sur un vieux puits en pierre, dans la cour centrale, les restes du blason de la famille de Beaufranchet.